# Tưởng (họ)
Tưởng (chữ Hán: 蔣, bính âm: Jiǎng) là một họ của người thuộc vùng Văn hóa Đông Á gồm Trung Quốc, Việt Nam và Triều Tiên (Hangul: 장; Hanja: 蔣; Romaja quốc ngữ: Jang).
Họ này đứng thứ 13 trong danh sách Bách gia tính.

## Người Việt Nam họ Tưởng nổi tiếng
- Tưởng Dân Bảo bí danh Võ Văn Tính, là một nhà cách mạng Việt Nam

## Người Trung Quốc họ Tưởng nổi tiếng
- Tưởng Uyển, thừa tướng nhà Thục Hán thời Tam Quốc
- Tưởng Giới Thạch, tên thật là Tưởng Trung Chính, lãnh tụ Quốc dân đảng Trung Quốc, tổng thống Trung Hoa Dân quốc
- Tưởng Kinh Quốc, con trai của Tưởng Giới Thạch, tổng thống Trung Hoa Dân quốc
- Kiều Thạch, tên thật là Tưởng Chí Đồng, chủ tịch Đại hội đại biểu Nhân dân toàn quốc (Trung Quốc)
- Thủy Linh, tên thật là Tưởng Cần Cần, nữ diễn viên Trung Quốc
- Tưởng Hân, nữ diễn viên Trung Quốc
- Tưởng Xuyên, danh thủ cờ tướng Trung Quốc
- Tưởng Kình Phu, diễn viên Trung Quốc
- Tưởng Siêu Lương (1957 -), Ủy viên Ủy ban Trung ương Đảng Cộng sản Trung Quốc khóa XIX, Bí thư Tỉnh ủy tỉnh Hồ Bắc, một chuyên gia ngân hàng rất nhiều năm làm việc tại các ngân hàng Trung Quốc.
- Tưởng Y Y nữ diễn viên Trung Quốc